# 拉科瓦鄉
46°42′N 26°45′E / 46.700°N 26.750°E
拉科瓦鄉（羅馬尼亞語：Comuna Racova, Bacău），是羅馬尼亞的鄉份，位於該國東北部，由巴克烏縣負責管轄，面積34平方公里，海拔高度244米，2007年人口3,466，人口密度每平方公里102人。